# فاناند (سيونيك)
فاناند (بالإنجليزية: Vanand, Syunik)‏ هي منطقة سكنية تقع في أرمينيا في Shurnukh.